# 沙特阿拉伯足球協會
沙地阿拉伯足球協會（阿拉伯语：‎）是專門管轄沙地阿拉伯足球事務的組織，成立於1956年，同年加入國際足協和亞洲足協。此外，該組織還是阿拉伯足球協會和西亞足球協會的成員。

## 外部連結
- 官方網頁 （页面存档备份，存于） （阿拉伯文）
- 國際足協網頁 （页面存档备份，存于）
- 亞洲足協網頁